# 16 v. Chr.
Portal Geschichte | Portal Biografien | Aktuelle Ereignisse | Jahreskalender | Tagesartikel

◄ |
2. Jahrhundert v. Chr. |
1. Jahrhundert v. Chr. |
1. Jahrhundert |
►

◄ | 30er v. Chr. | 20er v. Chr. | 10er v. Chr. | 0er v. Chr. |
0er |
►

◄◄ | ◄ | 19 v. Chr. | 18 v. Chr. | 17 v. Chr. | 16 v. Chr. |
15 v. Chr. |
14 v. Chr. |
13 v. Chr. |
► |
►►
Staatsoberhäupter

## Ereignisse
- Die Römer gründen Augusta Treverorum, das heutige Trier, und Kastell Novaesium (heute: Neuss).
- Noricum wird dem römischen Imperium auf friedliche Weise angeschlossen.
- Bei der Aufteilung Galliens in drei Provinzen durch Kaiser Augustus entstehen Gallia Belgica, Gallia Lugdunensis und Gallia Aquitania.

## Gestorben
- Aemilius Macer, römischer Dichter aus der Gegend von Verona
- Voccio, König von Noricum